# موافقت‌نامه هارکین-انگل
موافقت‌نامه هارکین-انگل (انگلیسی: Harkin–Engel Protocol) که گاهی موافقت‌نامه کاکائو نیز نامیده می‌شود، یک توافق‌نامه بین‌المللی است که هدف آن پایان دادن به بدترین شکل‌های کار کودکان (مطابق کنوانسیون شماره ۱۸۲ سازمان بین‌المللی کار (ILO)) و بیگاری (مطابق کنوانسیون شماره ۲۹ سازمان بین‌المللی کار (ILO)) در تولید کاکائو که مواد اولیه شکلات است می‌باشد. این موافقتنامه در سپتامبر سال ۲۰۰۱ به امضاء رسید.

## پیشینه
در سال ۲۰۰۰ بی‌بی‌سی (BBC) با استناد به مدارکی که در دست داشت، گزارش داد که در آفریقای غربی برای تولید کاکائو که ماده اولیه شکلات است، کودکان به بردگی گرفته می‌شوند. سایر رسانه‌های جمعی موضوع بیگاری و قاچاق کودکان در تولید کاکائو را گسترش دادند. تولیدکنندگان شکلات متهم شدند که برای کسب سود به قاچاق کودکان و بیگاری اقدام می‌کنند.

## اقدامات سناتور هارکین و سناتور انگل

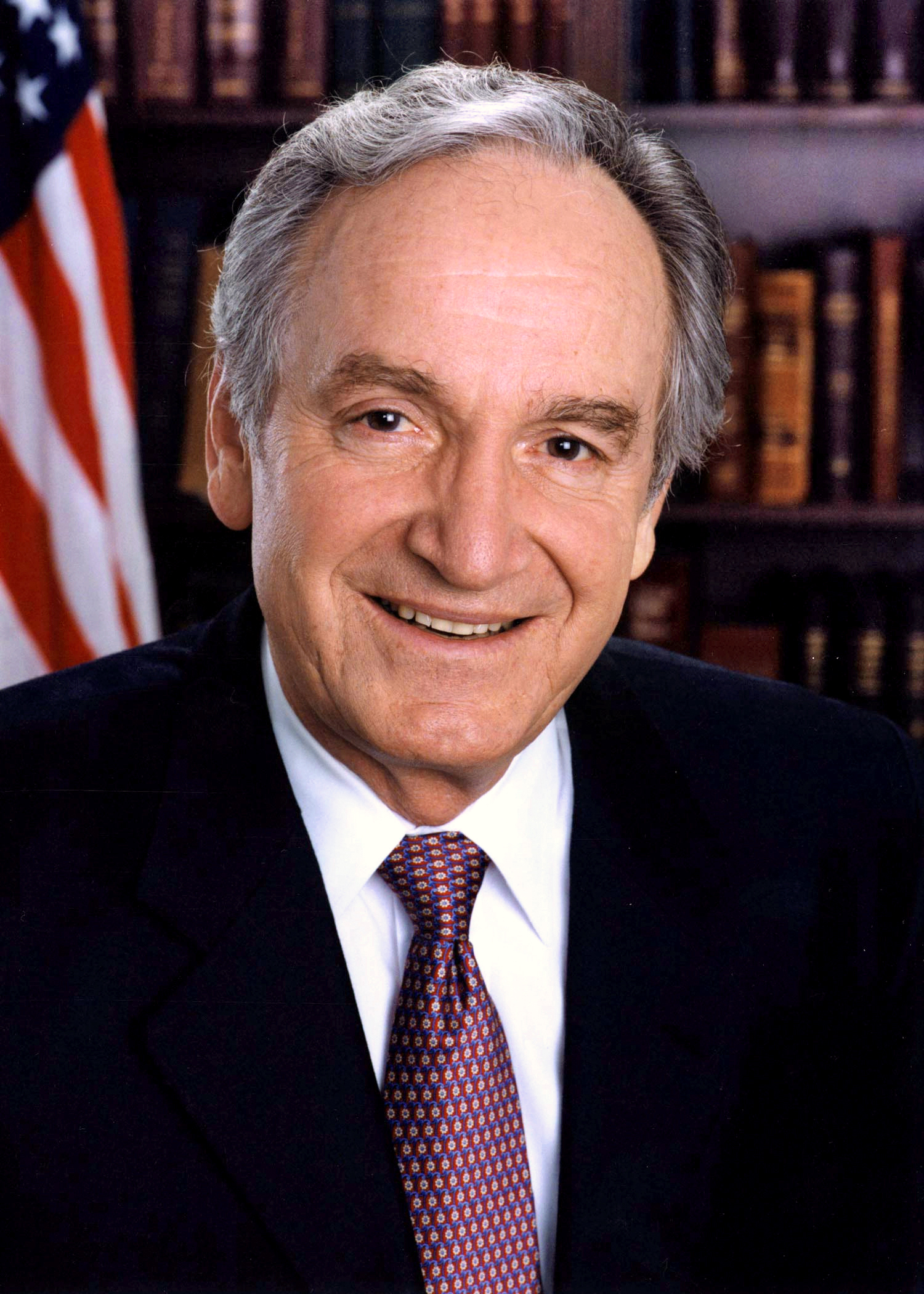
سناتور هارکین

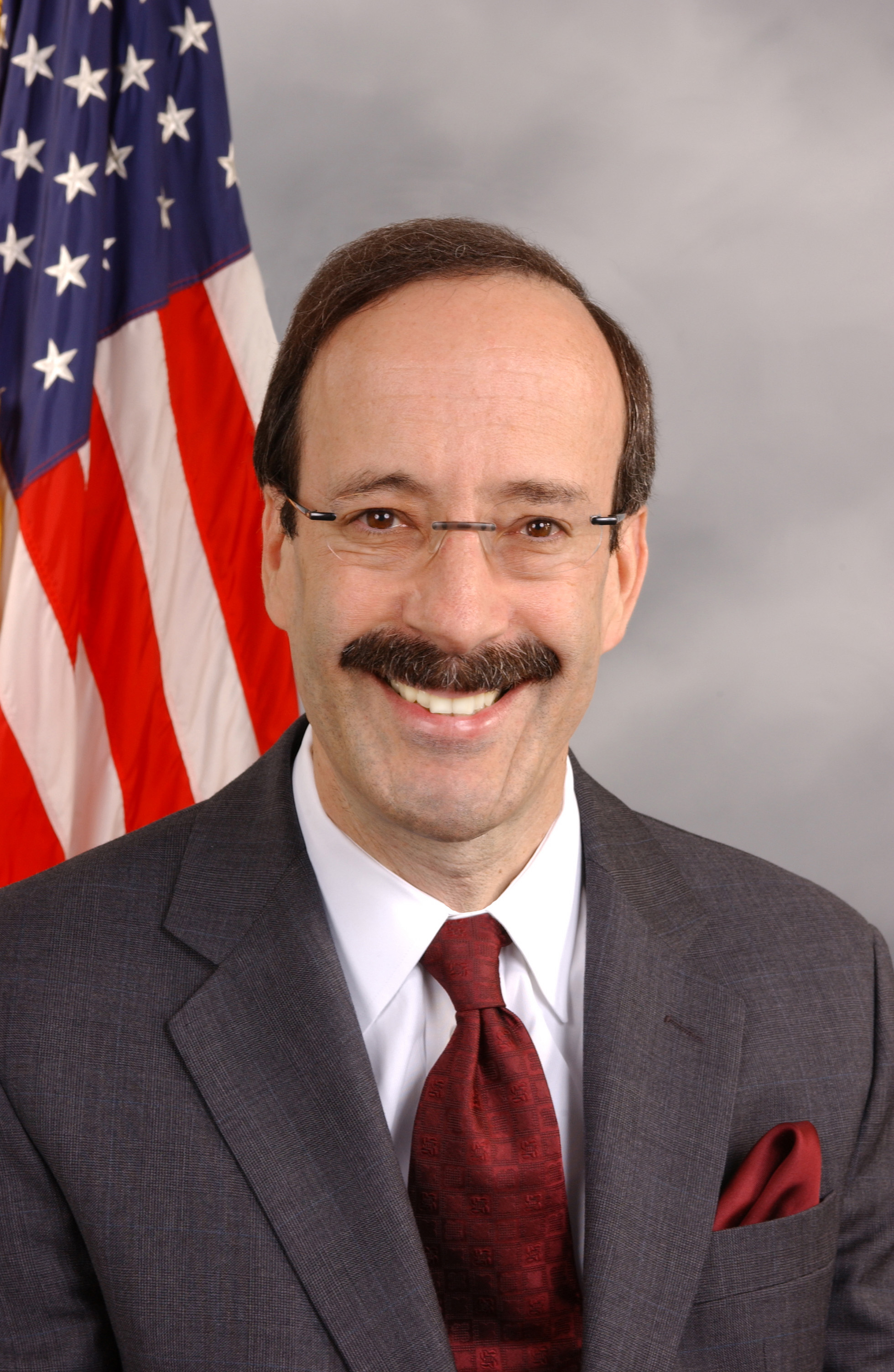
سناتور الیوت انگل

در پاسخ به گزارشهای مکرر در مورد گسترش برده داری و قاچاق کودکان در تولید کاکائو، در سالهای ۲۰۰۰ و ۲۰۰۱ سناتورهای آمریکائی تام هاکین و الیوت انگل پیشنهاد موافقتنامه‌ای که هدف آن پایان دادن به بدترین شکلهای کار کودکان در تولید کاکائو باشد، را بمیان آوردند. در پیگیری آن در سال ۲۰۰۱ الیوت انگل یک اصلاحیه قانونی در لایحه کشاورزی پیشنهاد کرد. بر طبق این اصلاحیه به اداره مواد غذایی و دارویی ایالات متحده آمریکا مبلغ ۲۵۰۰۰۰ $ پرداخت می‌شود تا برچسبهایی تولید کند که روی آنها نوشته باشد هیچ کودکی نباید در کشت یا برداشت کاکائو بکار گرفته شود. کارکرد این مانند برچسبی بود که روی تن ماهی زده می‌شد که در تولید تن از دولفین نباید استفاده شود. این اصلاحیه در مجلس نمایندگان آمریکا با ۲۹۱ رأی مثبت در مقابل ۱۱۵ رأی منفی تصویب شد. بنظر می‌رسید این لایحه نیز در مجلس سنا بتصویب خواهد رسد.

## واکنش تولیدکنندگان کاکائو
در ابتدا تولیدکنندگان کاکائو ادعا کردند این گزارشهای «ساختگی و اغراق‌آمیز» است و همه‌جا را شامل نمی‌شود؛ ولی مدتی بعد آنها قبول کردند که شرایط کار برای کودکان در مزارع کاکائو رضایتبخش نیست و حق کودکان گاهی ضایع می‌شود و تأیید کردند که نباید گزارش‌های فوق را نادیده گرفت. در عین حال تولیدکنندگان بین‌المللی شکلات سخت با لایحه هارکین انگل به مقابله پرداختند و انجمن تولیدکنندگان شکلات دو سناتور قبلی بنامهای جرج جی میشل و باب دول را استخدام کردند تا علیه این لایحه لابی گری کنند. تولیدکنندگان کاکائو در صورت تصویب این لایحه با بایکوت مشتریان و یک قانون مضر مواجه می‌شدند. جرج میشل و باب دول این تولیدکنندگان را تشویق کردند قبل از اینکه این قانون به مجلس سنا برای رأی‌گیری برود، یک شکایت علیه این لایحه بدهند.

## امضاء موافقت‌نامه
در نهایت صاحبان صنایع کاکائو موافقت کردند که بدون مشاجره مشکل را حل کنند. سناتور تام هارکین و انگل با سران صنایع کاکائو به گفتگو نشستند و حول یک پروتکل با هم به توافق رسیدند. موضوع و هدف این پروتکل پایان دادن به بدترین شکلهای کار کودکان و بیگاری بزرگسالان در مزارع کاکائو در آفریقای غربی است. این پروتکل در ماه سپتامبر سال ۲۰۰۱ به‌امضاء رسید. سناتورها تام هارکین، الیوت انگل و هرب کوهل و سران ۸ شرکت اصلی تولیدکننده کاکائو و سفیر ساحل عاج این پروتکل را امضاء کردند و شهادت دادند. سفیر ساحل عاج مدیریت برنامه بین‌المللی پایان دادن به کار کودکان و غیره را عهده‌دار شد. بعداً بیانیه‌های مشترکی در سالهای ۲۰۰۱، ۲۰۰۵ و ۲۰۰۸ و یک اعلامیه مشترک در سال ۲۰۱۰ تعهد را نسبت به این موضوع را تمدید کرد. از سال ۲۰۱۲ معلوم نیست که آیا این موافقتنامه کاهشی در بکارگیری کودکان در تولید کاکائو داشته‌است یا نه، گرچه صاحبان صنایع شکلات ادعا می‌کنند که ۵ بیانیه از ۶ بیانیه را دریافت کرده‌اند و ادعا کرده‌اند که آخرین آن را در عمل پیگیری می‌کنند.